# Chaenorhinum semispeluncarum
Chaenorhinum semispeluncarum är en grobladsväxtart som beskrevs av Yildirim, Kit Tan, Senol och Pirhan. Chaenorhinum semispeluncarum ingår i släktet småsporrar, och familjen grobladsväxter. Inga underarter finns listade i Catalogue of Life.